# Aleksandr Chapsalis
Aleksandr Antonowicz Chapsalis, ros. Александр Антонович Хапсалис, gr. Αλεξάντερ Καψάλης (ur. 17 października 1957 w Talgarze, w obwodzie ałmackim, Kazachska SRR) – radziecki piłkarz pochodzenia greckiego, występujący w ataku i w pomocy, były reprezentant Związku Radzieckiego, trener piłkarski. Przyjął obywatelstwo amerykańskie.

## Kariera piłkarska

### Kariera klubowa
Aleksandr Chapsalis urodził się w kazachskiej wiosce pod Ałmaty, dokąd wysłano rodziców pochodzenia greckiego z brzegów Morza Czarnego. Jako 16 latek zadebiutował w Wysszej Lidze w klubie Kajrat Ałmaty. Utalentowanego chłopca chciały mieć u w swoich składach moskiewskie drużyny, ale Chapsalis wybrał Dynamo Kijów. Pierwsze 2 lata występował w drużynie rezerw, a od 1978 występował w podstawowej jedenastce Dynama. W reprezentacjach juniorskiej i młodzieżowej pełnił rolę kapitana. Po kłótni z Walerym Łobanowskim odszedł w 1982 do innego Dinama - z Moskwy, chociaż do tej pory miło wspomina wielkiego trenera. Kariera w Moskwie nie udała się i Chapsalis przeszedł do drugoligowego zespołu Kołos Nikopol. Przez jeden sezon występował nawet w trzecioligowym zespole Zirka Kirowohrad, by potem wrócić do Petersburga, gdzie mieszkała jego żona. 2 lata występował w miejscowej drugoligowej drużynie Kirowiec Leningrad. Kiedy żona otrzymała legalną pracę w Stanach Zjednoczonych Chapsalis wyjechał też. W USA karierę piłkarską zakończył w klubie San Diego Sockers, który występował w profesjonalnej mini-piłkarskiej indoor lidze.

### Kariera reprezentacyjna
Chapsalis debiutował w reprezentacji Związku Radzieckiego 4 lipca 1979 w meczu z reprezentacją Finlandii (1:1). Drugi o ostatni swój mecz w reprezentacji rozegrał 14 października 1979 z reprezentacją Rumunii (3:1), w którym strzelił 1 bramkę.

## Kariera trenerska
Po zakończeniu kariery zawodniczej zrealizował swoje marzenie. Założył szkółkę piłkarską dla dzieci, nazywając ją Los Angeles Dynamo. Jest właścicielem oraz pełni funkcję głównego trenera klubu.

## Sukcesy i odznaczenia

### Sukcesy klubowe
- mistrz ZSRR: 1977, 1980, 1981
- wicemistrz ZSRR: 1976 (j), 1978, 1982
- brązowy medalista Mistrzostw ZSRR: 1979
- zdobywca Pucharu ZSRR: 1978, 1982, 1984

### Sukcesy reprezentacyjne
- mistrz Europy U-18: 1976
- mistrz Europy U-21: 1980

### Sukcesy indywidualne
- wybrany do listy 33 najlepszych piłkarzy ZSRR: 1980 (nr 2)

### Odznaczenia
- tytuł Mistrza Sportu ZSRR: 1976
- tytuł Mistrza Sportu Klasy Międzynarodowej: 1980